# Pałac Soestdijk

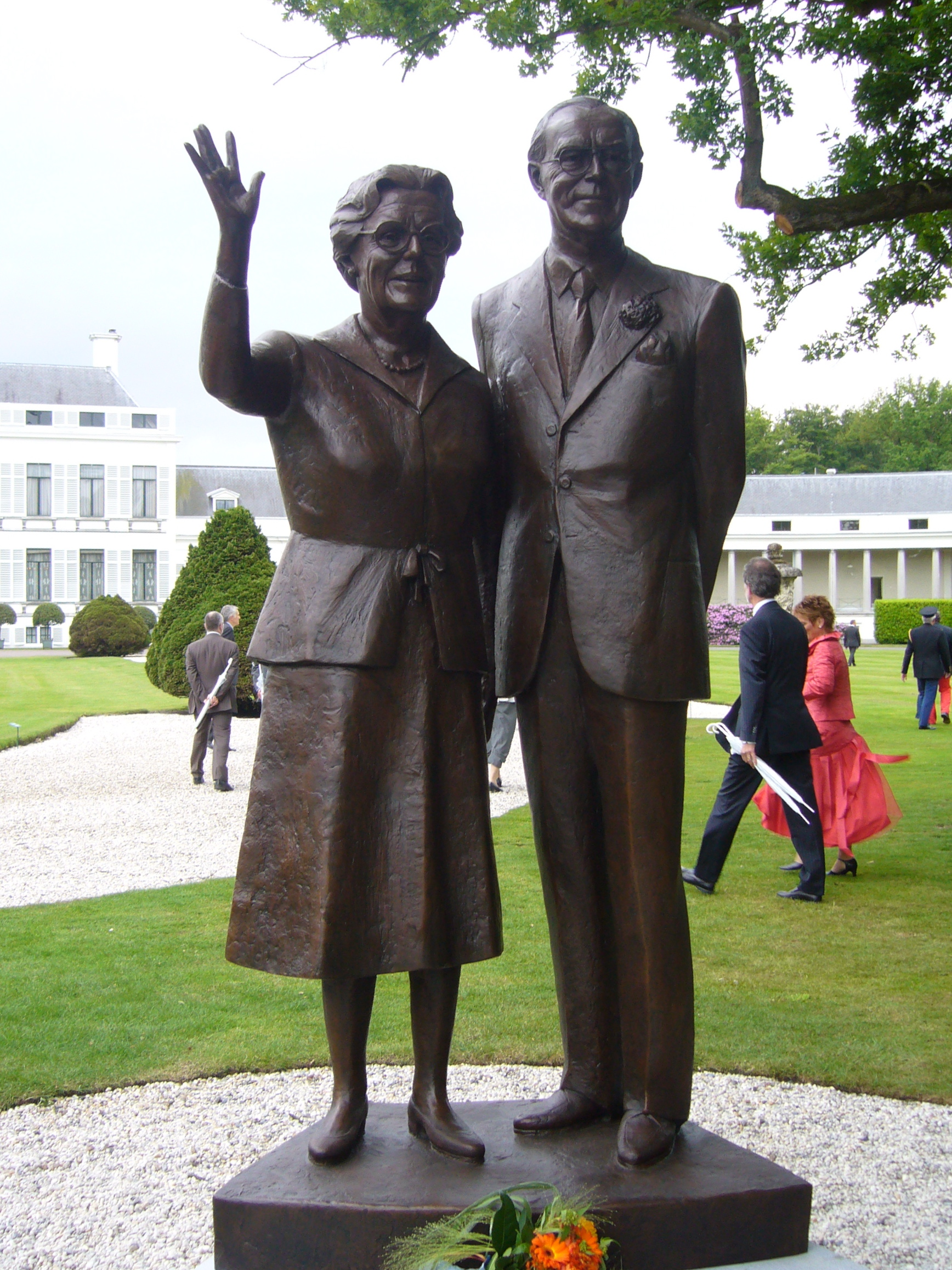
Pomnik królowej Juliany i księcia Bernharda w ogrodzie przypałacowym

Pałac Soestdijk (nid. Paleis Soestdijk) – jeden z czterech oficjalnych pałaców Niderlandzkiej rodziny królewskiej. Położony w prowincji Utrecht. Część wsi Soestdijk została włączona do miasta Soest, część, włącznie z pałacem, znajduje się w gminie Baarn.
W połowie XVII wieku zbudowano dla Cornelisa de Graeff, burmistrza Amsterdamu posiadłość wiejską w Soestdijk. Po wojnie 1672 roku syn Cornelisa, Jacoba de Graeff, sprzedał posiadłość księciu Wilhelmowi III Orańskiemu. Wtedy rozpoczęto budowę pałacu, początkowo jako pałacyku myśliwskiego. Budowniczym był holenderski architekt Pieter Post, twórca dwóch innych pałaców królewskich (Paleis Noordeinde i Paleis Huis ten Bosch).
W 1795 roku pałac został zajęty przez wojska francuskie. Po 1806 roku pałac objął Ludwik Bonaparte, król Holandii, który rozbudował i wyposażył pałac.
W 1815 pałac podarowano Wilhelmowi II Holenderskiemu za jego zasługi w Bitwie pod Waterloo. W 1842 wyposażenie pałacu wzbogacono, przenosząc do niego meble z pałacu w Brukseli.
Pałac przeszedł na własność państwa w 1971 roku. Od 1937 był oficjalną rezydencją królowej Juliany i jej męża Bernharda do ich śmierci w 2004. Od 2006 pałac udostępniono do zwiedzania. Rozważa się jego przeznaczenie na inne cele.